# Armand von Ardenne
Armand Léon Baron von Ardenne (* 26. August 1848 in Leipzig; † 20. Mai 1919 in Groß-Lichterfelde) war ein preußischer Generalleutnant und Militärhistoriker. Er schrieb unter dem Pseudonym „Bernays“. Ardenne ist das Urbild der Romanfigur „Baron Geert von Innstetten“ in Fontanes Effi Briest.

Armand Baron von Ardenne

## Herkunft
Seine Eltern waren der Königlich Belgische Generalkonsul für das Königreich Sachsen Louis Baron d`Ardenne (1811–1889) und dessen Ehefrau Wilhelmine, geborene Brockhaus (1817–1897), Tochter von Friedrich Arnold Brockhaus, dem Gründer des Leipziger Verlagshauses F.A. Brockhaus, und dessen zweiter Ehefrau Jeanette von Zschock.

## Leben
Ardenne galt als musisch (Klavier) begabt und besuchte bis 1866 die humanistische Thomasschule zu Leipzig. Militärisch interessiert, nahm er 1866 am Krieg gegen Österreich teil. Im Krieg gegen Frankreich 1870 erlitt er eine Schussverwundung und wurde mit dem Eisernen Kreuz II. Klasse ausgezeichnet. Von 1871 bis 1875 besuchte er die Kriegsakademie in Berlin. Am 9. Oktober 1873 erhielt er durch Allerhöchste Kabinettsorder die Genehmigung zum Führen des Barontitels. Ardenne diente als Kavallerieoffizier von 1866 bis 1875 beim Brandenburgischen Husaren-Regiment Nr. 3 in Rathenow. Ab 1875 war Ardenne als Hauptmann im Großen Generalstab tätig.
1877 zog die Familie mit den Kindern Margot und Egmont nach Düsseldorf, 1879 wurde er als Adjutant der 30. Kavallerie-Brigade nach Metz kommandiert und 1881 als Rittmeister und Eskadronchef zum 2. Westfälischen Husaren-Regiment Nr. 11 in die Garnison Benrath versetzt. Dort lebte er im Ostflügel des Schlosses. Ardenne arbeitete ab dem 1. Oktober 1884 als Adjutant des Kriegsministers Paul Bronsart von Schellendorff und Referent im Kriegsministerium in Berlin. Im November 1886 kam er einer Affäre seiner Frau Elisabeth, geborene Edle von Plotho, mit dem Amtsrichter Emil Hartwich, der sie anfangs malte und mit dem sie später in Korrespondenz stand, auf die Schliche. Er forderte ihn zum Pistolenduell heraus und erschoss ihn auf der Hasenheide bei Berlin. Nach seiner Verhaftung und Buße von achtzehn Tagen in Festungshaft in der Zitadelle Magdeburg wurde er aufgrund eines Gnadenerlasses von Kaiser Wilhelm I. vorzeitig entlassen.

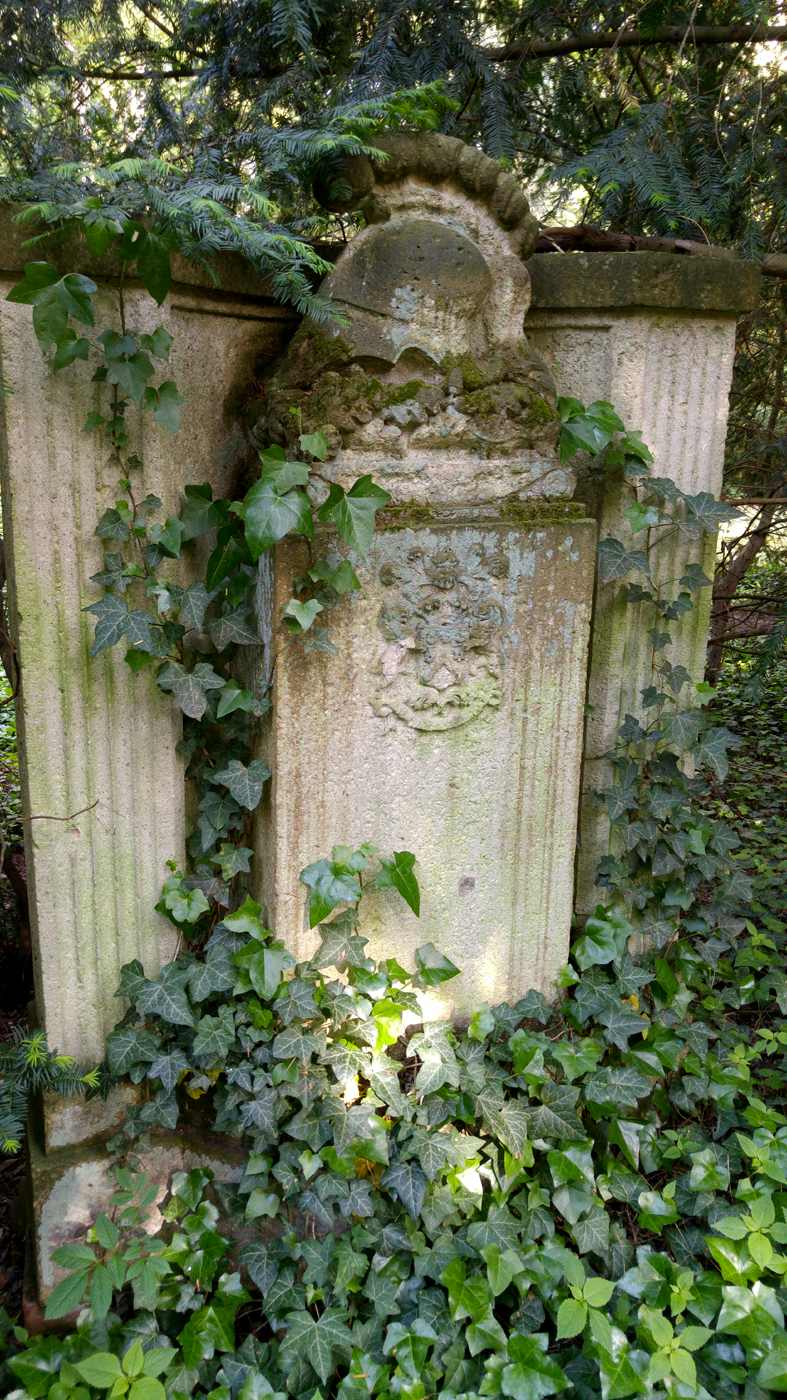
Grabstelle Armand von Ardenne auf dem Parkfriedhof Berlin-Lichterfelde

Im März desselben Jahres ließ er sich von seiner Frau scheiden und behielt das Sorgerecht für die gemeinsamen Kinder. Er zahlte ihr eine Abfindung von 32.000 Reichsmark. 1888 heiratete er die Soubrette Julie Peters. Die „Ardenne-Affäre“ wurde von Theodor Fontane in seinem Roman Effi Briest aufgegriffen.
Unter Belassung in seiner Stellung als Adjutant des Kriegsministers wurde Ardenne am 17. Juni 1887 zum Major befördert. Mit der Ernennung zum etatmäßigen Stabsoffizier im 2. Großherzoglich Hessischen Dragoner-Regiments (Leib-Dragoner-Regiment) Nr. 24 trat er am 18. Januar 1891 in den Truppendienst zurück, avancierte Ende März 1893 zum Oberstleutnant und war vom 18. April 1893 bis zum 16. April 1897 Kommandeur des Regiments. In dieser Stellung Ende März 1896 zum Oberst befördert, würdigte ihn Großherzog Ernst Ludwig mit dem Komturkreuz II. Klasse des Philipps-Ordens. Unter Stellung à la suite seines Regiments wurde Ardenne am 16. April 1897 als Kommandeur der 9. Kavallerie-Brigade nach Glogau versetzt und stieg Mitte April 1899 zum Generalmajor auf. Am 30. Mai 1901 beauftragte man Ardenne mit der Wahrnehmung der Geschäfte als Inspekteur der 3. Kavallerie-Inspektion in Münster. Gleichzeitig hatte er in Vertretung bis zum 13. November 1901 die Führung der 13. Division zu übernehmen. Am 3. April 1902 folgte seine Beförderung zum Generalleutnant und als solcher war Ardenne vom 1. April 1902 bis zum 14. April 1904 Kommandeur der 7. Division in Magdeburg. Im Anschluss wurde Ardenne in Genehmigung seines Abschiedsgesuches mit der gesetzlichen Pension zur Disposition gestellt. Anlässlich seiner Verabschiedung erhielt er den Kronen-Orden I. Klasse.
Ardenne wurde 1906 durch Kaiser Wilhelm II. beauftragt, eine Expertise über den Rückstoß bei Kanonen auszuarbeiten. Anders als Wilhelm II., der die Firma Krupp bevorzugte, hielt Ardenne das von Heinrich Ehrhardt der Rheinischen Metallwarenfabrik erstellte Gerät für geeigneter. Während des Ersten Weltkrieges wurde Ardenne als z.D.-Offizier im Stellvertretenden Generalstab wiederverwendet und erhielt im September 1917 die Krone zum Roten Adlerorden II. Klasse mit Eichenlaub und dem Stern. Er wirkte u. a. als Kommentator beim Berliner Tageblatt und Mitautor des großen Auftragswerkes Der Krieg 1914/19. Des Weiteren verfasste er zahlreiche Schriften zur Militärhistorie (u. a. mit Hans Ferdinand Helmolt, Wilhelm von Voss, Gustav Adolf Erdmann und Rudolf von Caemmerer) und lehrte an der Kriegsakademie.
Ardenne war u. a. mit dem Industriellen Friedrich Alfred Krupp und dem Maler Max Liebermann befreundet. Er war der Großvater des Physikers Manfred von Ardenne und des 1941 gefallenen Oberleutnants Ekkehard von Ardenne, des militärischen Vorgesetzten des späteren Bundespräsidenten Richard von Weizsäcker im Potsdamer Infanterie-Regiment 9. Seine letzte Ruhe fand er in Berlin auf dem Parkfriedhof Lichterfelde.

## Familie
Er heiratete am 1. Januar 1873 in Zerben Elisabeth Edle und Freiin von Plotho, eine Tochter des Gutsherren Felix Edler und Freiherr von Plotho. Die Ehe wurde 1887 geschieden. Das Paar hatte zwei Kinder:
- Margot (1873–1938) ⚭ 1897 Eduard Langsdorf († 1925), Bankier
- Egmont (1877–1947), preußischer Oberstleutnant im Großen Generalstab und Regierungsrat ⚭ Adela Mutzenbecher (1885–1978), Eltern von Manfred von Ardenne

Nach der Scheidung heiratete er am 4. Mai 1888 Julia Peters (1860–1919), geschiedene Drimborn. Aus der Ehe ging die Tochter Ellen (1894–1945) hervor, die Dietrich von Tiedemann (1881–1964) heiratete.

## Auszeichnungen
- Ritter I. Klasse des Bayerischen Militärverdienstordens[9]
- Ritter I. Klasse des Albrechts-Ordens[9]
- Komtur II. Klasse des Herzoglich Sachsen-Ernestinischen Hausordens[9]
- Ritterkreuz des Ordens der Württembergischen Krone mit Löwen[9]
- Ritter des Belgischen Leopoldordens[9]
- Offizier des Ordens der Aufgehenden Sonne[9]
- Offizier des Ritterordens der Hl. Mauritius und Lazarus[9]
- Großkreuz des Ordens der Krone von Italien[9]
- Ritter des Ordens der Eichenkrone[9]
- Ritter III. Klasse des Ordens der Eisernen Krone[9]
- Komtur des Franz-Joseph-Ordens[9]
- Offizier des Ordens der Krone von Rumänien[9]
- Russischer Orden der Heiligen Anna II. Klasse[9]
- Russischer Sankt-Stanislaus-Orden II. Klasse[9]
- Spanischer Militär-Verdienstorden I. Klasse[9]

## Schriften (Auswahl)
- Geschichte des Zieten’schen Husaren-Regiments. Berlin 1874.
- Bergische Lanziers, Westfälische Husaren Nr. 11. Berlin 1877 (Digitalisat).
- Unsere Maschinengewerbe, ihre Entwicklung und Verordnung. Leipzig 1915.
- Unser Train. Seine Bedeutung und seine Aufgaben. Leipzig 1915.
- Der deutsch-französische Krieg 1870/71. Berlin 1916.
- Kämpfe nach der Winterschlacht an den masurischen Seen. Deutsche Armeen in Westgalizien und den Karpathen. Berlin 1916.
- Die deutsche Ostfront 1917 bis zum Angriff auf Riga. Berlin 1919.
- Die Kämpfe im Westen. Die Winterschlacht in der Champagne. Die französisch-englische Sommer-Offensive 1915. Berlin 1919.
- Das Heer und die Offiziere. Berlin 1919.
- Der Krieg 1914/19 in Wort und Bild. 3 Bände, Mitautor, Deutsches Verlagshaus Bong & Co., Berlin, Leipzig, Wien 1919.